# Jim Davenport
James Houston Davenport (Siluria, Alabama, 17 de agosto de 1933-Redwood City, California, 18 de febrero de 2016), más conocido como Jim Davenport, fue un jugador profesional estadounidense de béisbol que se desempeñó en la posición de tercera base en las Grandes Ligas de Béisbol (MLB). Logró obtener un Guante de Oro.

## Carrera
Davenport jugó como profesional trece temporadas en San Francisco Giants (1958-1970), equipo en el que se retiró.

## Premios
Fue galardonado con el Guante de Oro en una oportunidad (1962).